# Thomas A. Lee Whiting
Thomas Arvol Lee Whiting (St. Johns, 23 de diciembre de 1935 - Villahermosa, 18 de febrero de 2013) fue un reconocido antropólogo, arqueólogo y profesor estadounidense, nacionalizado mexicano, aunque originario de Arizona. Se estableció en el estado de Chiapas en 1962.

## Biografía
Estudió Antropología en la Universidad de Arizona y en 192, con tan sólo 27 años llegó a Chiapas, donde empezó a trabajar en la Fundación Arqueológica Nuevo Mundo, en Tuxtla Gutiérrez, y tuvo la suerte de conocer y colaborar con el antropólogo danés Frans Blom. Acabaría enamorándose de esta tierra del sur de México. Tanto es así que también era conocido como el antropólogo más enamorado de Chiapas.
Fue miembro activo del Patronato “Fray Bartolomé de las Casas” y del ‘’Seminario de la cultura mexicana y miembro del Colegio Mexicano de Antropólogos. 
Como profesor dentro de su campo ejerció en la Universidad de Ciencias y Artes de Chiapas, en la Universidad Autónoma de Chiapas (UNACH) y la Universidad Intercultural de Chiapas.
Durante las últimas décadas de su vida fue el principal referente de la licenciatura de Arqueología en la UNICACH.

## Libros (selección)
Publicó varios centenares de artículos y una veinta de libros, algunos de los cuales son los siguientes:
- Los olmecas en Chiapas, en Revista de Arqueología Mexicana[6]
- 2001. El camino real de Chiapas a Guatemala. Un enlace entre dos pueblos, en Los altos de Chiapas[6]
- 2006. Presencía zoque: una aproximación multidisciplinar, con Dolores Aramoni Calderón y Miguel Lisbona[7]
- Los artefactos de Chiapa de Corzo, Chiapas, México
- Los códices mayas
- El ámbar de Chiapas: historia, ciencia y estética
- Antologías del Camino Real de Chiapas a Guatemala
- 2014. Música vernácula de Chiapas, con Víctor Manual Esponda Jimeno[8][9]

## Premios y reconocimientos
- 1995. Premio Chiapas
- Primer doctor honoris causa por la Unicach (Universidad de Ciencias y Artes de Chiapas)
- Socio de honor de la Universidad de Arizona.